# Univerza Columbia
Univerza Columbia (angleško Columbia University) je ameriška zasebna univerza s sedežem v New Yorku, New York, ZDA.
Je najstarejša visokošolska ustanova v tej zvezni državi in članica prestižne Ivy League. Tu je študiralo ali poučevalo pet ustanovnih očetov ZDA, štirje ameriški predsedniki in 97 Nobelovih nagrajencev.